# Calliactis conchicola
Calliactis conchicola är en havsanemonart som beskrevs av Charles Christopher Parry 1951. Calliactis conchicola ingår i släktet Calliactis och familjen Hormathiidae. Inga underarter finns listade i Catalogue of Life.